# بلو پروداکتس
بلو پروداکتس (به انگلیسی: BLU Products) یک شرکت سازنده موبایل است که در سال ۲۰۰۹ تأسیس شد و مقر آن واقع در دورال حومه میامی در ایالت فلوریدا است.
بیش از ۱۰ میلیون دستگاه موبایل‌های بلو در ۴۰ کشور در سرتاسر آمریکای لاتین، دریای کارائیب و آمریکا به فروش رفته‌است.

## تاریخچه
محصولات بلو، اولین شرکت سازنده موبایل است که مالک آن اهل آمریکای لاتین می‌باشد. محصولات بلو توسط کارآفرین آمریکای لاتینی ساموئل اوهوزیون تأسیس شد.
محصولات بلو در ۲۵ کشور در سرتاسر آمریکای لاتین، آمریکای مرکزی، ایالات متحده آمریکا، آمریکای مرکزی و کشورهای حوزه کارائیب موجود است. در مناطقی مانند آمریکای مرکزی ،۵۰درصد دستگاه‌های موجود در حال فروش محصولات بلو هستند. در سال ۲۰۱۴ این کمپانی قصد دارد تا در برزیل که بزرگترین بازار در آمریکای لاتین است شروع به تولید و فروش محصول کند.